# Hugo Rimmelspacher

Ehemaliger Oberbürgermeister der Stadt Ettlingen im Jahr 1966

Hugo Rimmelspacher (* 22. Januar 1906 in Forchheim (Rheinstetten); † 6. November 1986 in Ettlingen) war ein deutscher Politiker (SPD). Er saß für seine Partei als Mitglied im Deutschen Bundestag, im Landtag von Baden-Württemberg und war Oberbürgermeister der Stadt Ettlingen.

## Leben
Der ausgebildete Schlosser Rimmelspacher trat 1920 in die Sozialistische Arbeiterjugend ein und wurde Mitglied der SPD. Später besuchte er die Staatliche Maschinenbauschule in Karlsruhe, die er als Ingenieur beendete. Von 1927 bis 1948 arbeitet er als Betriebsleiter und technischer Leiter im Werkzeugmaschinenbau.
Er war von 1950 bis 1952 Landtagsabgeordneter im Landtag von Württemberg-Baden und von 1952 bis 1956 Mitglied der Verfassunggebenden Landesversammlung bzw. des Baden-Württembergischen Landtages. 1960 rückte er über die Landesliste Baden-Württemberg als Abgeordneter für den dritten Bundestag für Ludwig Ratzel nach. Dort war er Mitglied des Wirtschaftsausschusses und des Ausschusses für Atomkernenergie und Wasserwirtschaft.
Er war von 1948 Bürgermeister, ab 1966 Oberbürgermeister der Stadt Ettlingen. Dieses Amt hatte er bis 1974 inne. Nach ihm wurde der Hugo-Rimmelspacher-Platz in Ettlingen benannt. Er hat ein Ehrengrab auf dem Ettlinger Hauptfriedhof.